# غابريال سيميون
غابريال سيميون (بالرومانية: Gabriel Simion)‏ (22 مايو 1998 بكالاراش في رومانيا - ) هو لاعب كرة قدم روماني في مركزي الوسط والدفاع. لعب مع نادي ستيوا بوخارست وLPS HD Clinceni ‏.

## روابط خارجية
- غابريال سيميون على موقع قاعدة بيانات كرة القدم.إي يو (الإنجليزية)
- غابريال سيميون على موقع Soccerway.com (الإنجليزية)
- غابريال سيميون على موقع AS.com (الإسبانية)